# In a Sentimental Mood
In a Sentimental Mood è una composizione jazz di Duke Ellington, eseguita anche come canzone. Ellington compose il pezzo nel 1935 e lo registrò con la sua orchestra nello stesso anno. Le parole della canzone furono scritte, più tardi, da Irving Mills e Manny Kurtz. Secondo Ellington, la canzone sarebbe nata a Durham, nella Carolina del Nord. «Avevamo danzato in un magazzino di tabacco e, dopo, un mio amico, dirigente della North Carolina Mutual Insurance Company, diede una festa per noi. Stavo suonando il pianoforte quando un altro nostro amico ebbe dei problemi con due ragazze. Per rappacificarli, composi questa canzone là per là, con una ragazza su ciascun lato del pianoforte.» La registrazione originale comprende assoli di Otto Hardwicke, Harry Carney, Lawrence Brown e Rex Stewart.
Tra le versioni di questo standard, si ricorda quella eseguita da Ellington con John Coltrane, presente sugli album Duke Ellington & John Coltrane e Coltrane for Lovers. Tra gli artisti che hanno eseguito In a Sentimental Mood si ricordano: Phyllis Hyman, Michel Petrucciani, Billy Eckstine, Ella Fitzgerald, Sarah Vaughan, Art Tatum, Bill Evans, Stan Getz, Django Reinhardt, Lucky Thompson, Jay McShann, Benny Goodman, Pedro Rossi, Billy Joel, Nancy Wilson, Dexter Gordon, Sonny Rollins, Chet Baker, Warren Bernhardt e Daniel Barenboim.